# Fondi
Fondi je grad u provinciji Latini, regiji Lacij u središnjoj Italiji. Broji oko 33 100 stanovnika. Leži u podnožju Monti Aurunci, 90 km jugoistočno od Rima, na važnome rimskome putu Via Appiji (u antici se grad zvao Fundi). 
Središte je poljoprivrednog područja; uzgoj agruma (najsjevernije područje plantažnog uzgoja limuna), vinove loze, masline. Utvrda (13. – 15. stoljeća), palača (15. stoljeće), gotička crkva (s ćelijom u kojoj je boravio sv. Toma Akvinski). 